# Mareuil-sur-Cher
Mareuil-sur-Cher és un municipi francès, situat al departament del Loir i Cher i a la regió de Centre – Vall del Loira. L'any 2007 tenia 1.068 habitants.

## Demografia

### Població
El 2007 la població de fet de Mareuil-sur-Cher era de 1.068 persones. Hi havia 466 famílies, de les quals 134 eren unipersonals (47 homes vivint sols i 87 dones vivint soles), 166 parelles sense fills, 115 parelles amb fills i 51 famílies monoparentals amb fills.
La població ha evolucionat segons el següent gràfic:
Habitants censats

### Habitatges
El 2007 hi havia 621 habitatges, 476 eren l'habitatge principal de la família, 123 eren segones residències i 22 estaven desocupats. 606 eren cases i 13 eren apartaments. Dels 476 habitatges principals, 382 estaven ocupats pels seus propietaris, 83 estaven llogats i ocupats pels llogaters i 11 estaven cedits a títol gratuït; 5 tenien una cambra, 22 en tenien dues, 94 en tenien tres, 153 en tenien quatre i 202 en tenien cinc o més. 357 habitatges disposaven pel capbaix d'una plaça de pàrquing. A 235 habitatges hi havia un automòbil i a 195 n'hi havia dos o més.

### Piràmide de població
La piràmide de població per edats i sexe el 2009 era:
| Homes | Edats   | Dones |
| ----- | ------- | ----- |
| 0     | 95 o +  | 0     |
| 4     | 90 a 94 | 0     |
| 8     | 85 a 89 | 20    |
| 16    | 80 a 84 | 16    |
| 28    | 75 a 79 | 32    |
| 24    | 70 a 74 | 32    |
| 40    | 65 a 69 | 12    |
| 48    | 60 a 64 | 52    |
| 20    | 55 a 59 | 36    |
| 40    | 50 a 54 | 24    |
| 28    | 45 a 49 | 32    |
| 32    | 40 a 44 | 40    |
| 40    | 35 a 39 | 36    |
| 32    | 30 a 34 | 20    |
| 28    | 25 a 29 | 28    |
| 20    | 20 a 24 | 24    |
| 32    | 15 a 19 | 24    |
| 12    | 10 a 14 | 36    |
| 32    | 5 a 9   | 12    |
| 16    | 0 a 4   | 12    |

## Economia
El 2007 la població en edat de treballar era de 662 persones, 470 eren actives i 192 eren inactives. De les 470 persones actives 434 estaven ocupades (226 homes i 208 dones) i 37 estaven aturades (17 homes i 20 dones). De les 192 persones inactives 91 estaven jubilades, 28 estaven estudiant i 73 estaven classificades com a «altres inactius».

### Ingressos
El 2009 a Mareuil-sur-Cher hi havia 488 unitats fiscals que integraven 1.080 persones, la mediana anual d'ingressos fiscals per persona era de 17.220,5 €.

### Activitats econòmiques
Dels 32 establiments que hi havia el 2007, 3 eren d'empreses alimentàries, 6 d'empreses de construcció, 5 d'empreses de comerç i reparació d'automòbils, 3 d'empreses de transport, 4 d'empreses d'hostatgeria i restauració, 1 d'una empresa financera, 2 d'empreses immobiliàries, 2 d'empreses de serveis, 1 d'una entitat de l'administració pública i 5 d'empreses classificades com a «altres activitats de serveis».
Dels 11 establiments de servei als particulars que hi havia el 2009, 1 era una oficina de correu, 1 taller de reparació d'automòbils i de material agrícola, 1 paleta, 1 guixaire pintor, 1 fusteria, 2 lampisteries, 1 electricista, 2 perruqueries i 1 restaurant.
Dels 3 establiments comercials que hi havia el 2009, 1 era una gran superfície de material de bricolatge i 2 fleques.
L'any 2000 a Mareuil-sur-Cher hi havia 39 explotacions agrícoles que ocupaven un total de 650 hectàrees.

## Equipaments sanitaris i escolars
El 2009 hi havia una escola elemental integrada dins d'un grup escolar amb les comunes properes formant una escola dispersa.

## Poblacions més properes
El següent diagrama mostra les poblacions més properes.